# Dąbrowa (gmina w województwie opolskim)
Dąbrowa – gmina wiejska w województwie opolskim, w powiecie opolskim. Od 1950 teren gminy należy administracyjnie do województwa opolskiego.
Siedziba gminy to Dąbrowa.
Według danych z 30 czerwca 2004 gminę zamieszkiwały 9523 osoby.
1 stycznia 2017 z gminy odłączono miejscowości Sławice, Wrzoski oraz część miejscowości Karczów, włączając je do Opola. Ludność gminy zmalała o 1442 mieszkańców a powierzchnia o 16,72 km².

## Struktura powierzchni
Według danych z roku 2002 gmina Dąbrowa ma obszar 130,84 km², w tym:
- użytki rolne: 68%
- użytki leśne: 22%

Gmina stanowi 8,25% powierzchni powiatu.

## Demografia
Dane z 30 czerwca 2004:
| Opis                              | Ogółem | Ogółem | Kobiety | Kobiety | Mężczyźni | Mężczyźni |
| --------------------------------- | ------ | ------ | ------- | ------- | --------- | --------- |
| jednostka                         | osób   | %      | osób    | %       | osób      | %         |
| populacja                         | 9523   | 100    | 4853    | 51      | 4670      | 49        |
| gęstość zaludnienia (mieszk./km²) | 72,8   | 72,8   | 37,1    | 37,1    | 35,7      | 35,7      |

Podczas spisu w 2011 roku 14% mieszkańców zadeklarowało się jako Niemcy.
Z danych spisu statystycznego w 2021 w gminie żyją cztery narodowości - Polacy, Niemcy (9,81%), Ślązacy (9,34%) oraz Anglicy (0,12%).

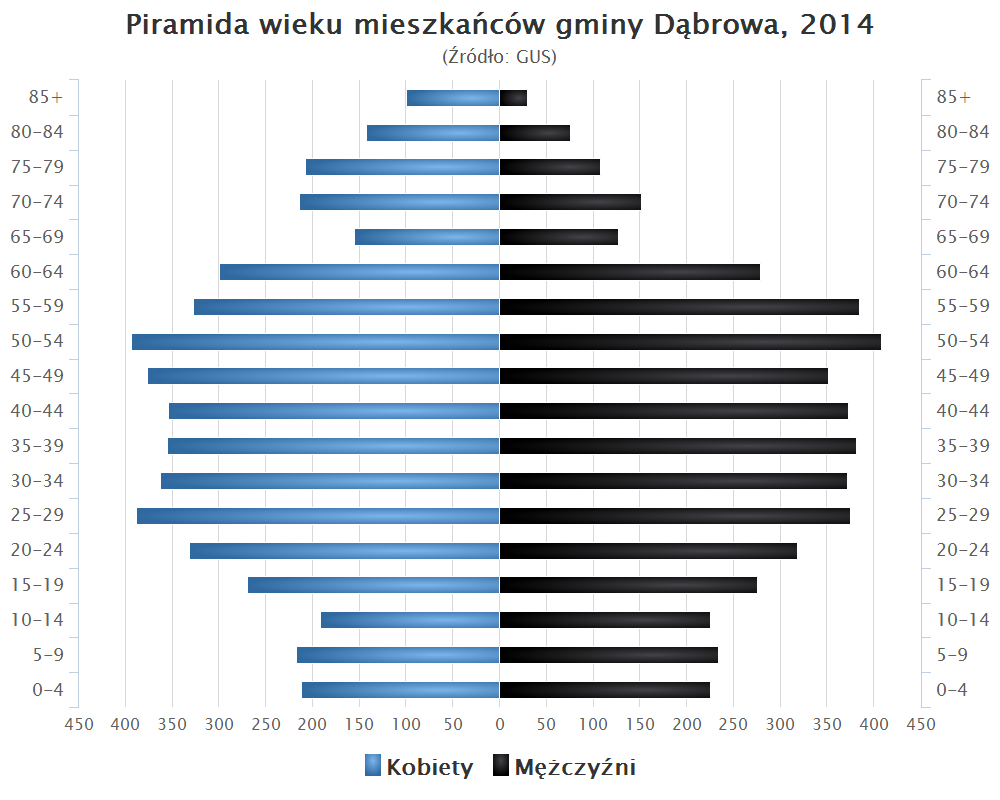
Piramida wieku mieszkańców gminy Dąbrowa w 2014 roku

## Sołectwa
Chróścina, Ciepielowice, Dąbrowa, Karczów (z przysiółkiem Jemielin), Lipowa, Mechnice (z przysiółkiem Turzak), Narok (z przysiółkami: Lesiec, Narocka Kolonia i Odrzyca), Niewodniki (z przysiółkami Brzezina, Dobrosław i Odrzycko), Nowa Jamka (z przysiółkiem Poręby), Prądy, Siedliska, Skarbiszów, Żelazna.
Miejscowości bez statusu sołectwa: Sokolniki, Wyrębiny.

## Sąsiednie gminy
Dobrzeń Wielki, Komprachcice, Lewin Brzeski, Niemodlin, Opole, Popielów, Tułowice

## Gminy parterskie
- Halicz
- Lengede
- Orawskie Wesele